# 瀧川修
瀧川 修（たきかわ おさむ）は、日本の生物学者・生理学者（機能生物化学・薬理学一般・病態医化学）。学位は医学博士（京都大学・1983年）。国立研究開発法人日本医療研究開発機構戦略推進部脳と心の研究課調査役。姓の「瀧」が常用漢字表に収録されていないため、滝川 修（たきかわ おさむ）と表記されることもある。
和歌山県立医科大学医学部助手、財団法人大阪バイオサイエンス研究所研究員、北海道大学医学部助教授、国立長寿医療センター研究所ラジオアイソトープ管理室室長、独立行政法人国立長寿医療研究センター研究所ラジオアイソトープ管理室室長などを歴任した。

## 来歴

### 生い立ち
富山県富山市出身。地元の富山県立富山高等学校を卒業した。金沢大学に進学し、理学部の化学科にて化学を学んだ。1977年、金沢大学を卒業した。大学卒業後は京都大学の大学院に進学し、医学研究科にて生理学を学んだ。1983年、京都大学の大学院における博士課程を修了し、医学博士の学位を取得した。

### 研究者として
大学院修了後は、1983年に和歌山県立医科大学に採用され、医学部にて助手を務めた。和歌山県立大学には1987年まで勤務したが、同年、財団法人である大阪バイオサイエンス研究所に転じ、1997年まで研究員として勤務した。1997年から2001年にかけては、特殊法人である科学技術振興事業団の海外派遣研究員として、日本国外に派遣された。日本に帰国後は、2001年に北海道大学に採用され、医学部にて助手を務めた。翌年には、北海道大学の医学部にて助教授に昇任した。2005年、厚生労働省の施設等機関である国立長寿医療センターに転じ、研究所のラジオアイソトープ管理室にて室長に就任した。2010年、国立長寿医療センターは、独立行政法人である国立長寿医療研究センターに改組されたが、引き続き研究所のラジオアイソトープ管理室にて室長を務めた。また、同年からは、国立長寿医療研究センターが設置する認知症先進医療開発センターにて、治療薬探索研究部のリード分子探索研究室の室長に併任された。さらに、2014年からは、国立長寿医療研究センターが設置する治験・臨床研究推進センターにて、開発・連携推進部の部長にも併任された。なお、それらの職務とは並行して、2011年からは静岡県立大学において客員教授を兼任していた。2015年、国立研究開発法人である日本医療研究開発機構に転じ、戦略推進部の脳と心の研究課にて調査役に就任した。なお、古巣である国立長寿医療研究センターも国立研究開発法人に移行したが、そちらでは研究所のラジオアイソトープ管理室にて客員研究員を兼任することになった。ちなみに、ラジオアイソトープ管理室の後任の室長には中西章が就任した。

## 研究
専門は生物学や生理学であるが、特に機能生物化学、薬理学一般、病態医化学など生物科学や基礎医学に関する分野を研究している。具体的には、澤田和明らとともに、ヒトの血液一滴を検査することで迅速にアルツハイマー病などを診断できる技術の開発に取り組んでいた。これらの研究業績は、『Journal of Biological Chemistry』、『Biochemical and Biophysical Research Communications』、『Advances in Experimental Medicine and Biology』、『Biochemical and Biophysical Research Communications』といった学術雑誌などで発表されている。また、「輸送活性を有するポリペプチド及びこれをコード化する遺伝子」など、専門分野に関する発明が特許として認められている。

## 略歴
- 1977年 - 金沢大学理学部卒業。
- 1983年 - 京都大学大学院医学研究科博士課程修了。
- 1983年 - 和歌山県立医科大学医学部助手。
- 1987年 - 大阪バイオサイエンス研究所研究員。
- 1997年 - 科学技術振興事業団海外派遣研究員。
- 2001年 - 北海道大学医学部助手。
- 2002年 - 北海道大学医学部助教授。
- 2005年 - 国立長寿医療センター研究所ラジオアイソトープ管理室室長。
- 2010年 - 国立長寿医療研究センター研究所ラジオアイソトープ管理室室長。
- 2010年 - 国立長寿医療研究センター認知症先進医療開発センター治療薬探索研究部リード分子探索研究室室長。
- 2011年 - 静岡県立大学客員教授。
- 2014年 - 国立長寿医療研究センター治験・臨床研究推進センター開発・連携推進部部長。
- 2015年 - 日本医療研究開発機構戦略推進部脳と心の研究課調査役。
- 2015年 - 国立長寿医療研究センター客員研究員。

## 著作
著作には「瀧川修」名義のものと「滝川修」名義のものが存在する。

### 共著
- 滝川修研究代表者『IFN-γで誘導されるトリプトフアン代謝酵素の転写制御因子cDNAのクローニング』大阪バイオサイエンス研究所、1992年。
- 滝川修研究代表者『IFN-γで誘導されるトリプトフアン代謝酵素の転写制御因子cDNAクローニング』大阪バイオサイエンス研究所、1994年。
- 滝川修研究代表者『インドールアミン酸素添加酵素のノックアウトマウスの作製』北海道大学、2004年。

### 主な論文
- Osamu Takikawa, et al., "Tryptophan degradation in mice initiated by indoleamine 2,3-dioxygenase", Journal of Biological Chemistry, Vol.261, March 15, 1986, pp.3648-3653.
- Osamu Takikawa, et al., "Multiple Expression of Ly-6C and Accumulation of a Ly-6C Pre-mRNA in Activated Macrophages Involved in Rejection of an Allografted Tumor", Biochemical and Biophysical Research Communications, Vol.226, Iss.1, September 4, 1996, pp.247-253.
- Osamu Takikawa, et al., "Regulation of Indoleamine 2,3-Dioxygenase, The First Enzyme in Uv Filter Biosynthesis in the Human Lens", Advances in Experimental Medicine and Biology, Vol.467, 1999, pp.241-245.
- Osamu Takikawa, et al., "Interferon-Gamma-Dependent/Independent Expression of Indoleamine 2,3-Dioxygenase -- Studies with Interferon-Gamma-Knockout Mice", Advances in Experimental Medicine and Biology, Vol.467, 1999, pp.553-557.
- Osamu Takikawa, et al., "Age-Related Nuclear Cataract and Indoleamine 2,3-Dioxygenase-Initiated Tryptophan Metabolism in the Human Lens", Advances in Experimental Medicine and Biology, Vol.527, 2003, pp.277-285.
- Osamu Takikawa, "Biochemical and medical aspects of the indoleamine 2,3-dioxygenase-initiated l-tryptophan metabolism", Biochemical and Biophysical Research Communications, Vol.338, Iss.1, December 9, 2005, pp.12-19.

### 註釈
1. ↑  なお、大阪バイオサイエンス研究所は、2012年に公益財団法人に移行し、2015年に解散した。
2. ↑  なお、科学技術振興事業団は、2003年に科学技術振興機構に改組された。